# Cifuentes
Cifuentes es un municipio y localidad española de la provincia de Guadalajara, en la comunidad autónoma de Castilla-La Mancha. El término municipal, ubicado en las comarcas de La Alcarria y el Alto Tajo, tiene una población de 1701 habitantes (INE 2024) e incluye, además de la localidad homónima, los núcleos de Carrascosa de Tajo, Gárgoles de Abajo, Gárgoles, Gualda, Huetos, Moranchel, Oter, Ruguilla, Sotoca de Tajo y Val de San García.

## Toponimia
El nombre de Cifuentes aparece como tal ya en el siglo XIII como referencia a la composición de cien y fuentes, entendiéndose cien en el sentido de gran cantidad y referenciando con cienfuentes, por tanto, a los manantiales del río Cifuentes.

## Símbolos
La descripción textual del escudo, aprobado el 20 de enero de 2001 es la siguiente:

Escudo: de azul, un castillo de oro aclarado de gules, sobre un monte de un color del que manan siete fuentes. Va timbrado con la corona real de España.
Diario Oficial de Castilla-La Mancha nº 5 de 15 de enero de 2002

La descripción textual de la bandera, aprobada el 20 de enero de 2001 es la siguiente:

Bandera: de color azul, rectangular, con la representación del castillo sobre monte con las fuentes situadas hacia el lado del batiente.
Diario Oficial de Castilla-La Mancha nº 5 de 15 de enero de 2002

## Geografía
Se encuentra en la zona centro de la provincia, dentro de la comarca natural de La Alcarria, al borde de la Meseta Central. Su término municipal, con una superficie de 219 km², es el quinto más extenso de la provincia de Guadalajara. Está constituido por la villa de Cifuentes y diez núcleos de población, de los cuales tres son entidades de ámbito territorial inferior al municipio (EATIM) (Gárgoles de Abajo, Gualda y Moranchel) y el resto pedanías (Carrascosa de Tajo, Gárgoles de Arriba, Huetos, Oter, Ruguilla, Sotoca de Tajo y Val de San García).
| Nombre de la población | Fuente                                                                                      |
| ---------------------- | ------------------------------------------------------------------------------------------- |
| Las Gárgolas           | Junta de Castilla-La Mancha                                                                 |
| Gárgoles de Abajo      | Registro de Entidades Locales Junta de Castilla-La Mancha Instituto Nacional de Estadística |
| Gualda                 | REL, JCCM, INE                                                                              |
| Moranchel              | REL, JCCM, INE                                                                              |
| Carrascosa de Tajo     | JCCM, INE                                                                                   |
| Cifuentes              | JCCM, INE                                                                                   |
| Gárgoles de Arriba     | JCCM, INE                                                                                   |
| Huetos                 | JCCM, INE                                                                                   |
| Oter                   | JCCM, INE                                                                                   |
| Ruguilla               | JCCM, INE                                                                                   |
| Sotoca de Tajo         | JCCM, INE                                                                                   |
| Val de San García      | JCCM, INE                                                                                   |
| Trillo I               | JCCM                                                                                        |

Al pie del castillo nace el río Cifuentes, el cual desemboca en el río Tajo tras pasar por Gárgoles de Arriba, Gárgoles de Abajo y Trillo. Por estas localidades transcurre la Ruta de la Lana, antiguo camino que aprovecha parte de una antigua vía romana secundaria (Segontia-Ercávica), comunicando el Levante español con Burgos, donde enlaza con el Camino a Santiago.

## Historia
El origen de la villa, al igual que muchas otras de la comarca, se remonta a los tiempos de la conquista de la Taifa de Toledo por los cristianos de Castilla, a finales del siglo XI. En el siglo XII, con la reconquista de Cuenca, se erigió como cabeza de arciprestazgo, creciendo y convirtiéndose en el mayor núcleo urbano de la comarca. En 1273, Alfonso X el Sabio creó en Gualda, en la actualidad una pedanía de Cifuentes, el Real y Honrado Concejo de la Mesta.
En la primera mitad del siglo XIV el infante don Juan Manuel adquirió el señorío de Cifuentes a su prima la infanta Blanca de Portugal y construyó su castillo en un cerro al sureste de la villa. El común de villa y tierra de Cifuentes pasa a ser en aquel siglo tierra de realengo. En 1431 Enrique IV concedió la villa y sus tierras a Juan de Silva, alférez mayor de Castilla, que sería su primer conde.

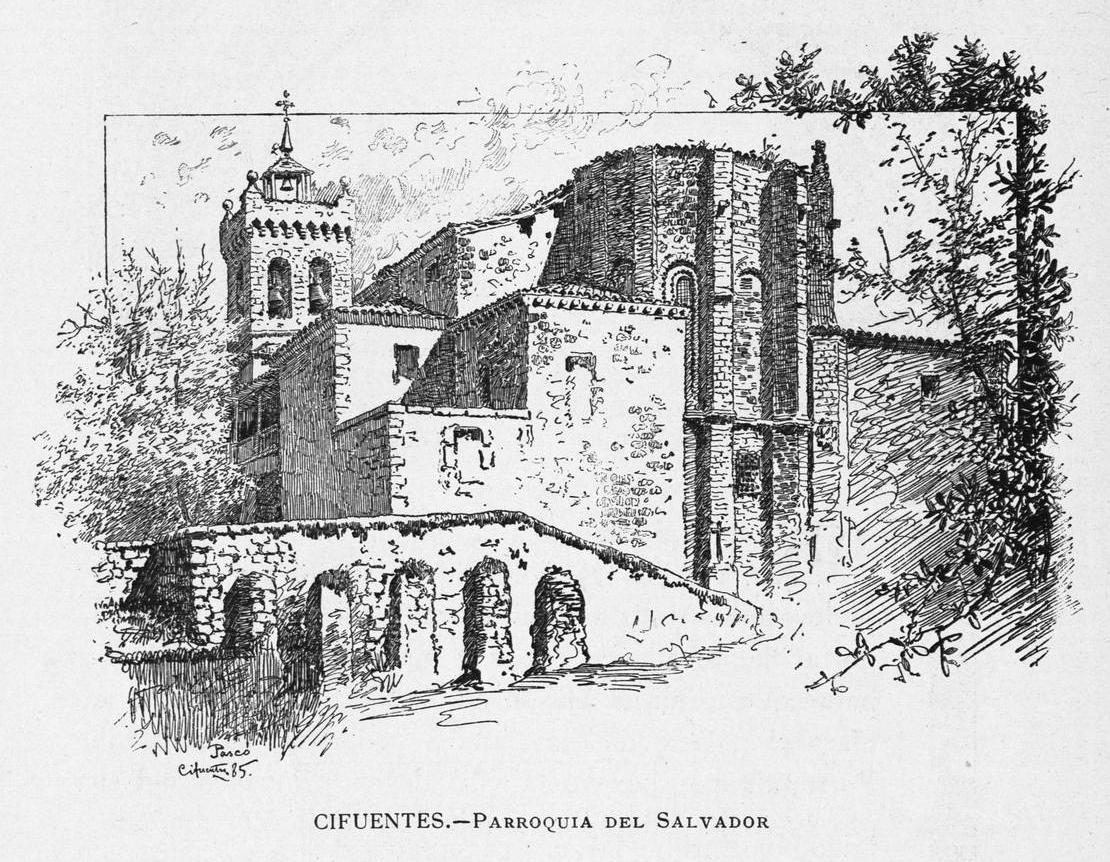
Iglesia del Salvador dibujada por Josep Pascó (1885)

En el siglo XVIII el conde Fernando de Silva se rebeló contra los Borbones. Fue entonces cuando, en represalia, fue destruido su palacio, que se levantaba en la plaza Mayor. A partir del siglo XVIII, la villa se convirtió en un importante centro de comercio, principalmente agrícola y ganadero, hasta finales del siglo XX, en que la instalación en sus cercanías de la central nuclear de Trillo significó una fuerte inyección económica.
En los siglos XVIII y XIX hubo emigración de las familias Silva de Cifuentes a Venezuela y Colombia, en donde tuvieron enlaces comunes con la realeza alemana e italiana.[cita requerida] Así mismo, hubo emigración de familias Cifuentes a San Carlos Sija, Quetzaltenango, Guatemala. (La Mies es abundante, Ricardo Terga 1988)
Hacia mediados del siglo XIX, el lugar tenía contabilizada una población de 1465 habitantes. La localidad aparece descrita en el sexto volumen del Diccionario geográfico-estadístico-histórico de España y sus posesiones de Ultramar de Pascual Madoz de la siguiente manera:

CIFUENTES: v. cab. del part. jud. de su nombre, con ayunt., estafeta de correos, adm. de rentas y amortizacion, en la prov. de Guadalajara (9 leg.), aud. terr. de Madrid (19), c. g. de Castilla la Nueva, dióc. de Sigüenza (6).
Situada en un hondo y resguardada del E. por dos cerros, en uno de los cuales hay un cast. que la defiende, si bien se halla dominado por el otro cerro llamado del San Cristóbal, goza sin embargo de alegre y despejada atmósfera, y las enfermedades mas comunes, son fiebres intermitentes, reumas y dolores de costado.
Circuida la población por una ant. muralla, que asi como el cast. se ha habilitado en la pasada guerra civil, se entra á ella por 4 puertas, llamadas de la Fuente, Carra-Salinera, Puerta-Briega y de Atienza: tiene 330 casas distribuidas en varias calles cómodas, bien empedradas y limpias; 2 plazuelas tituladas de Sto. Domingo y San Francisco, y una plaza mayor con 3 soportales, en la que está la casa consistorial con su archivo y cárcel, está sin uso ahora; hay escuela de instruccion primaria, concurrida por 60 alumnos, y cátedra de latinidad por 12, dotadas la primera con 1,500 rs. y la segunda con 600 rs., ademas de las retribuciones de los discípulos; 2 hospitales denominados del Socorro y del Remedio, el primero para los pobres transeuntes y el segundo para los de la v., en uno y otro hay capillas abiertas para el culto, y sus rentas consisten en fincas y censos: un pósito con el fondo de 120 fan. de trigo y 4,000 rs.; dos hermosas y abundantes fuentes, de las que asi como de los pozos que tienen muchas casas, y varios manantiales que brotan en la pobl., se surten los vecinos para beber y demas usos; 3 conv., uno de monjas Franciscas, con el título de Belen, habitado por 10 religiosas, y 2 de frailes, uno de Sto. Domingo, destinado á cárcel y su igl. cerrada, y otro de San Francisco, en el que se ha hecho un teatro, cuartel y escuelas de primera educacion y latinidad, con habitaciones para los respectivos maestros, hallándose su igl. habilitada para el culto: la parr. (San Salvador), está servida por un cura perpetuo de provision real y ordinaria, y un cabildo de 4 beneficiados, el uno de provision real y los otros 3 del diocesano.
Confina el término N. Moranchel y el Val de San García; E. Ruguilla; S. Gárgoles de Arriba, y O. Solanillos; dentro de él se encuentran varios manantiales, entre ellos uno muy abundante que se desprende del cerro donde está el cast., y da origen al r. Cifuentes, formando al pie de su nacimiento una balsa sobre la que hay un puente de piedra con 2 arcos, y al rededor de la misma, una barbacana: hacia el N. una gran nevera, al S. una ermita (La Soledad), al O. 2 (San Roque y Sta. Ana), y contiguo á esta última, el cementerio bien ventilado y que no ofende á la salud pública; á la distancia de 1/2 leg. á la parte del E., hay un santuario llamado la Cueva del Beato, con 2 altares y un subterráneo con otro altar, en el que se dice estuvo haciendo penitencia San Blas; tiene una casa que antes habitaban 4 clérigos filipenses, los que asi como el culto, se sostenían con las pingües rentas que tenia el santuario, custodiado en la actualidad por un ermitaño: finalmente, en todas direcciones se ven varios corrales para cerrar ganado.
El terreno participa de montuoso y llano; por el S. es de buena calidad y de mucha miga, y por el N. pedregoso y árido; comprende varios trozos de vega, algunas huertas y una deh. de pastos, poblada de robles, en la que asi como por otros puntos, se crian muchas yerbas aromáticas y medicinales.
Los caminos son todos de herradura y en regular estado.
El correo se recibe y despacha martes, jueves y sábados, por un conductor, dotado con 3 rs. diarios, que lo lleva y recoje en la adm. de Almadrones.
Producciones: trigo, cebada, avena, patatas y judias; insuficiente Todo para el consumo del vecindario, vino, verduras, miel y yerbas de pasto, y leñas de combustible y carbones; se cria ganado lanar, cabrio, mular y asnal; abundante caza de perdices y liebres; algunos conejos, zorras, lobos y garduñas.
La industria consiste en 2 molinos harineros, 17 telares de paños y lienzos ordinarios , una sombrerería de basto, 4 boteros, 10 zapateros, 5 casas de tornos para hilar, 4 alfarerias y la fabricacion de cal.
Comercio: aun cuando ha tenido épocas en que ha sido considerable, en la actualidad, se halla reducido a una tienda en la que se venden paños, telas, sedas, pañuelos, chocolate, azúcar y otros géneros por mayor y menor; otras 5 de chocolate y comestibles; y una confiteria: tambien se esporta vino y miel; todos los domingos se celebra un mercado, en el que los vecinos se surten de los cereales y otros artículos que les faltan, y conducen los arrieros del pais y de fuera: el 23 de octubre hay una feria que dura hasta el 31 del mismo, pero las mercancias no se ponen hasta el 28: el principal tráfico es de ganados de cerda, lanar y cabrio; cereales y colmenas: también se ponen tiendas de quincalla y comestibes.
Poblacion: 384 vec., 1,465 alm. cap. prod. 48.377,000 rs. imp. 705,240 rs. contr. 61,266. presupuesto municipal 12,000 rs.; se cubre con los productos de propios, y el déficit por reparto vecinal.
(Madoz, 1847, pp. 393-394)

## Demografía
Cifuentes cuenta con una población de 1701 habitantes (INE 2024).
| Gráfica de evolución demográfica de Cifuentes entre 1842 y 2021 |
| |
| Población de derecho según los censos de población del INE Población de hecho según los censos de población del INEEntre el censo de 1970 y el anterior, crece el término del municipio porque incorpora a Gárgoles de Arriba, Ruguilla, Sotoca de Tajo y Val de San García Entre el censo de 1981 y el anterior, crece el término del municipio porque incorpora a Carrascosa de Tajo, Gárgoles de Abajo, Gualda, Huetos y Oter |

## Alcaldes
| Legislatura     | Alcalde              | Partido político                  |
| --------------- | -------------------- | --------------------------------- |
| 1979-1983       | Faustino Batanero    | Alianza Popular                   |
| 1983-1987       | Pedro Palafox        | Alianza Popular                   |
| 1987-1991       | Rafael Cabellos      | Partido Socialista Obrero Español |
| 1991-1995       | Rafael Cabellos      | Partido Socialista Obrero Español |
| 1995-1999       | José Gamarra         | Partido Popular                   |
| 1999-2003       | José Gamarra         | Partido Popular                   |
| 2003-2007       | Javier Marigil       | Partido Socialista Obrero Español |
| 2007-2011       | Javier Marigil       | Partido Socialista Obrero Español |
| 2011-2015       | José Luis Tenorio    | Partido Socialista Obrero Español |
| 2015-2019       | José Luis Tenorio    | Partido Socialista Obrero Español |
| 2019-Actualidad | Marco Antonio Campos | Partido Socialista Obrero Español |

## Elecciones municipales del 26 de mayo de 2019
| Partido político                  | Votos | %      | Concejales |
| --------------------------------- | ----- | ------ | ---------- |
| Partido Socialista Obrero Español | 602   | 55,23% | 5          |
| Partido Popular                   | 475   | 43,58% | 4          |

|                 | Votos | %      |
| --------------- | ----- | ------ |
| Participación   | 1113  | 78,05% |
| Votos en blanco | 13    | 1,19%  |
| Votos nulos     | 23    | 2,07%  |

## Patrimonio

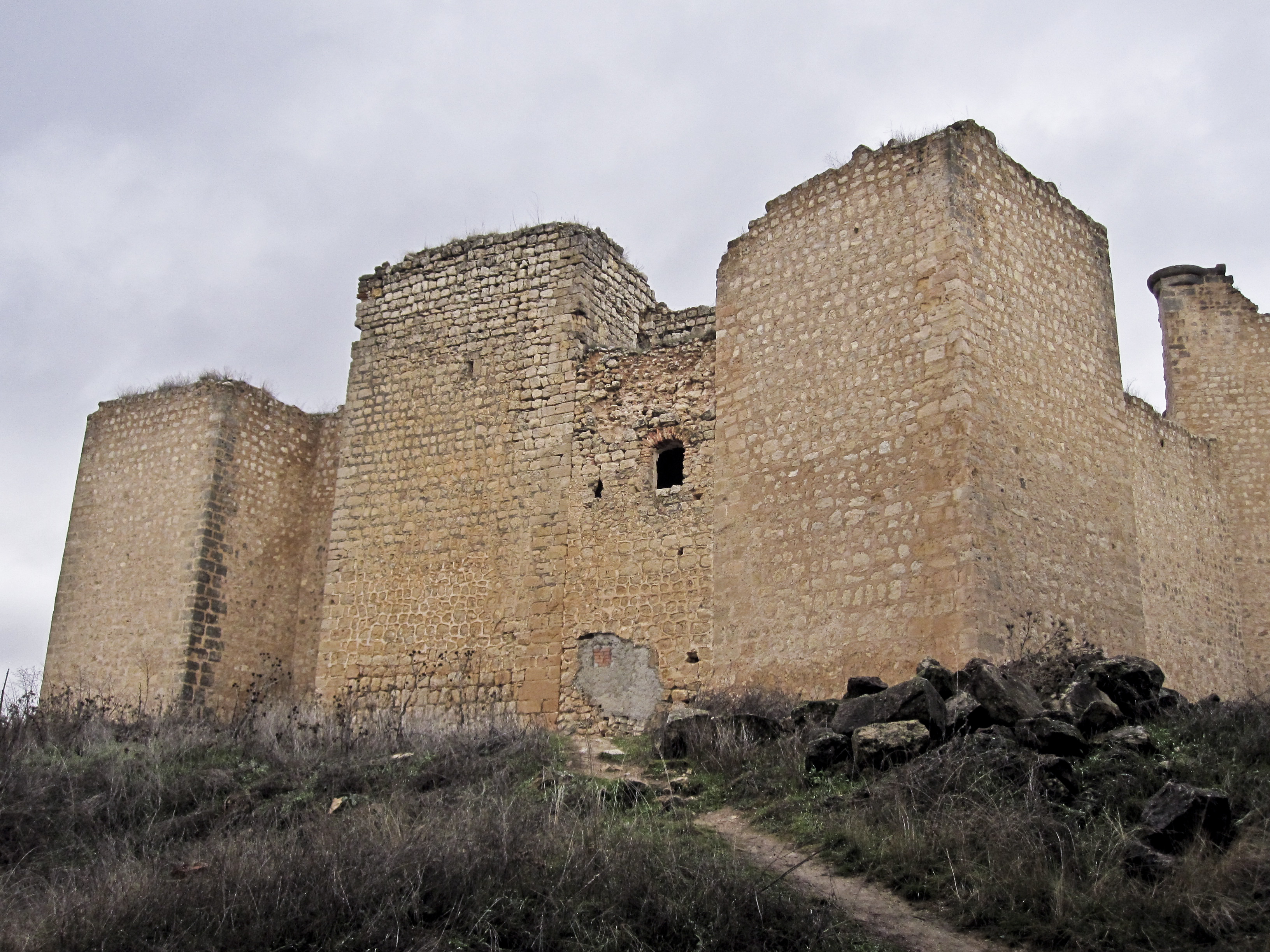
Castillo de Don Juan Manuel

- El castillo, de planta cuadrangular, fue mandado construir por don Juan Manuel en el siglo XIV.

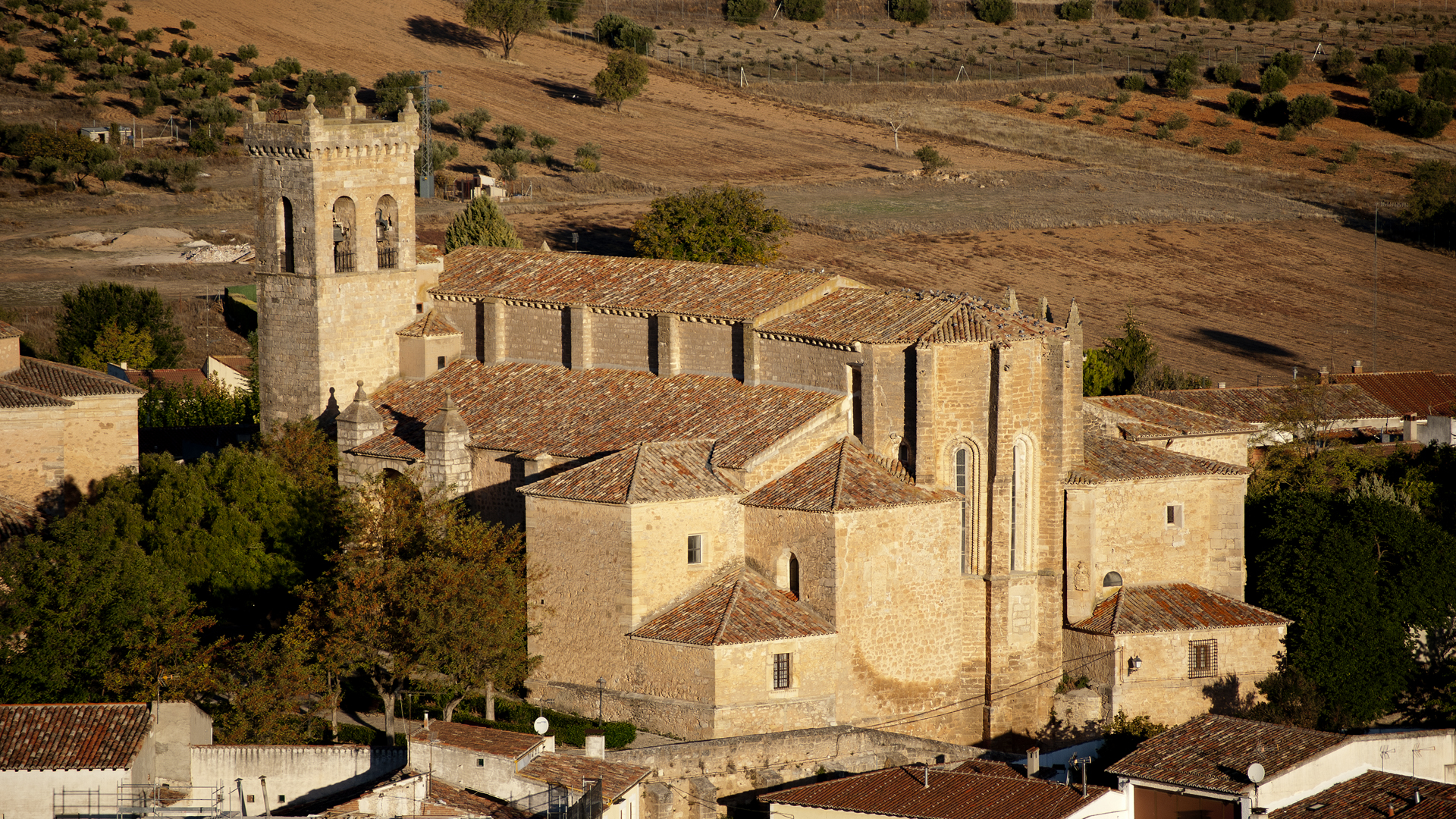
Iglesia del Cristo Salvador

- La iglesia del Cristo Salvador, de estilo románico, fue construida a finales del siglo XIII sobre la base de otra iglesia prerrománica.
- El hospital y la ermita del Remedio se construyeron en el siglo XV.
- También existen otras capillas, iglesias y conventos, así como casonas antiguas.

## Folclore
Las fiestas patronales se celebran el 14 de septiembre en honor del Santísimo Cristo de la Misericordia, con un encierro de reses por el campo que es de interés turístico provincial.
Antiguamente, tenía lugar una vez al año una feria de ganado, de relevancia en la comarca, coincidiendo con el 28 de octubre, día de San Simón y San Judas Tadeo. En la actualidad, se ha recuperado esta feria, dedicando sus actividades fundamentalmente a la artesanía y a la recuperación y puesta en valor de la forma de vida de otras épocas en esta localidad. También se celebra el 7 de diciembre botas y botillos.

## Personas notables
Fue lugar de nacimiento de Fray Diego de Landa, personaje relevante en la historia de México, particularmente en la península de Yucatán. También fue lugar de nacimiento de la princesa de Éboli y lugar de paso de Camilo José Cela en su famoso Viaje a la Alcarria (realizado en 1946 y publicado en 1948). El término fue visitado por personajes de la realeza europea. Por ejemplo, en los años 1925-1930 fue visitado por Karl Ludwig, conde de Luxburg, príncipe de Carolath-Beuthen y príncipe de Schoenaich-Carolath, y en 1994 fue visitado por los reyes de España con motivo de la inauguración del curso escolar.